# おろかもの之碑

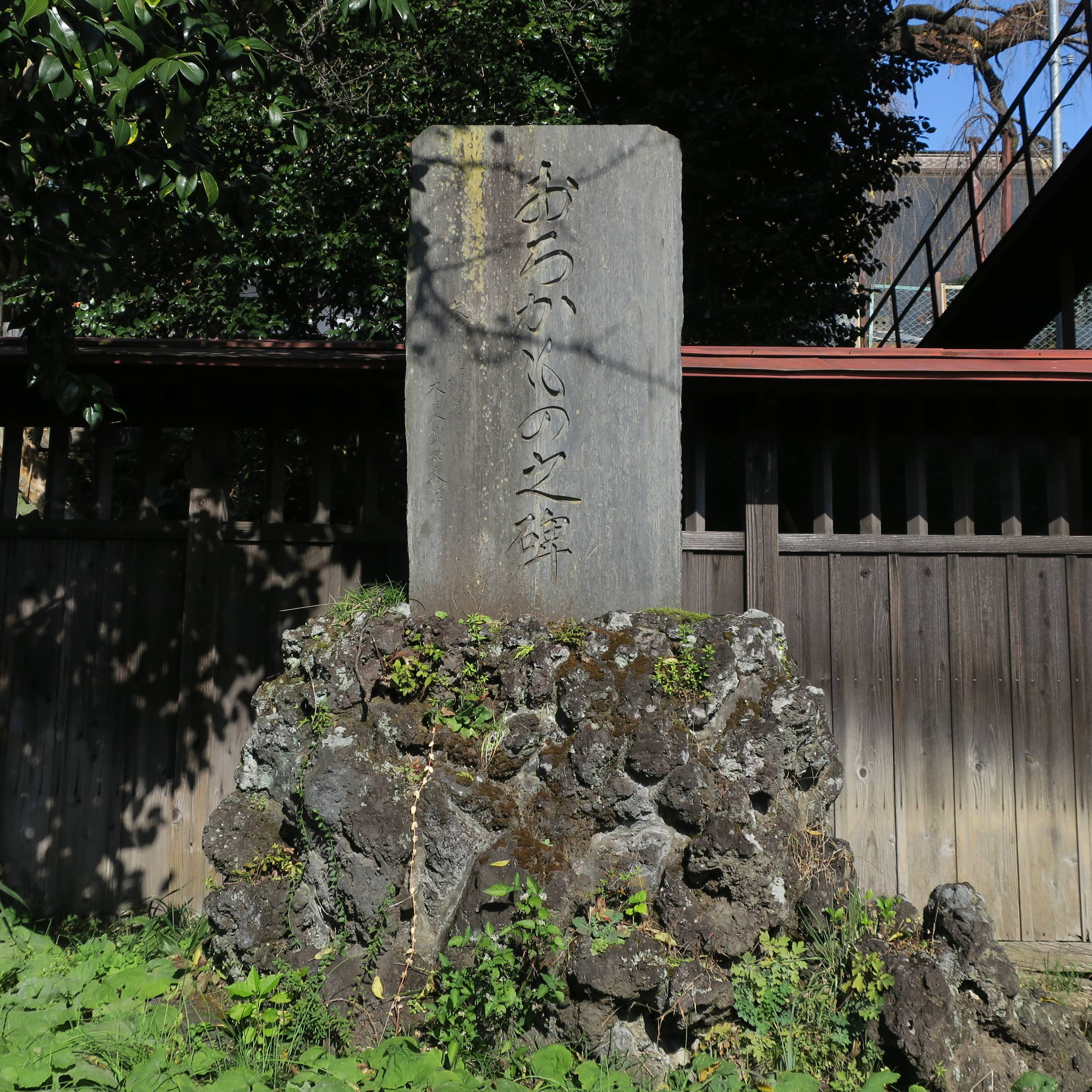
おろかもの之碑

おろかもの之碑（おろかもののひ）は、群馬県吾妻郡中之条町にある石碑である。太平洋戦争で侵略戦争遂行に協力したとして公職を追放された吾妻郡内の地方指導者たちによって、1961年（昭和36年）に建立された。上からの指示をただ愚直に遂行した自分たちは「おろかもの」であったとして「再びこの過ちを侵すことなきを願い」建立されたが、碑の特異な名称もあって賛否を巻き起こした。

## 概要
群馬県吾妻郡中之条町の林昌寺の門前に立つ、縦4尺3寸（1.3メートル）、横2尺5寸（70センチメートル）の仙台石で作られた石碑である。碑の裏面には建立の趣旨と、建立した「あづま会」の会員82名の氏名が刻まれている。
建立したあづま会は、太平洋戦争中に大政翼賛会や大日本翼賛壮年団、在郷軍人会などの吾妻郡内の組織の指導者を務めたために1947年（昭和22年）に公職を追放された者の親睦団体である。あづま会は、自分たちの経験が風化することを恐れ、追放解除から10年を記念して1961年（昭和36年）12月8日にこの碑を建立した。彼らは、戦争中に町村長などを務めていたためにそうした組織の要職を委嘱された者であったが、自分たちは与えられた役職をただ愚直に遂行した「おろかもの」であったとして、「おろかものの実在を後世に伝え、再びこの過ちを侵すことなきを願い」、碑は「おろかもの之碑」と名付けられた。
おろかもの之碑は当初同町内の大国魂神社（英霊殿）脇に建立されたが、「おろかもの」の語が「英霊を侮辱するもの」として地元の遺族会などからの強硬な抗議によって移転を余儀なくされ、現在地に移設された。
建立当初から、その特異な名称もあって全国に報道され賛否両論を巻き起こし、その後も建立者の思惑を超えて、様々な立場からの評価がなされている。

## 碑文
| 木暮武太夫 |  | 萩原進 |
| 木暮武太夫 |  | 萩原進 |

碑は、浅間焼石の土台の上に据えられた縦4尺3寸（1.3メートル）、横2尺5寸（70センチメートル）の仙台石で、表に「おろかもの之碑」と大書され、裏面に以下の建立の趣旨とともに、あづま会会員82名の氏名が刻まれている。碑銘の揮毫は参議院議員木暮武太夫、撰文は群馬県議会図書室長だった萩原進。ともに公職追放の経験者である。

## 沿革

### 建立の経緯
1947年（昭和22年）、公職追放令が改正されて対象が拡大し、太平洋戦争中に大政翼賛会や大日本翼賛壮年団、在郷軍人会で支部長・分会長などを務めた地方指導者が、侵略戦争遂行に協力した戦争犯罪人として公職を追放された。群馬県吾妻郡内の14町村では86名が対象となった。こうした者たちは1951年（昭和26年）には追放が解除されたが、吾妻郡内の公職追放者は解除後、地元紙西毛新聞社社長の富沢碧山の呼びかけで「あづま会」という名の親睦団体をつくり、年に数度集まって旧交を温めていた。
1961年（昭和36年）、設立10周年を迎えたあづま会は、自分たちの経験を風化させないよう記念碑の建碑を計画した。4月29日に記念碑建立の話が話題に上り、8月15日に再度集まって正式に決定。9月15日に富沢を中心とした碑建設委員会で詳細を詰めると、建設は迅速に進んでいった。
あづま会の会員の多くは、戦時中町村長などを務めていたために委嘱状によって一方的に要職を押し付けられた者であったが、それでも国策に従って与えられた職責を果たそうと努めた者たちだった。こうした経緯から碑の名称を決める段階で「戦犯の碑」「受難の碑」「不本意の碑」などの案が上がったが、吾妻郡出身で群馬県議会図書室長だった萩原進の命名で「おろかもの之碑」と決まった。費用は82名の会員が1人1,000円ずつ出し合った。
おろかもの之碑は日清戦争以来のこの地域の戦死者を祀る英霊殿と呼ばれた同郡中之条町の大国魂神社の境内に建立された。自分たちが「おろかもの」であったことの一番の被害者は戦争に駆り出されて死んだ戦没者たちだとの考えからであった。同年12月8日の開戦記念日に除幕式が行われた。

### 移転
除幕式の様子は、全国に向けて、テレビやラジオ、新聞で、「地方指導者の痛烈な戦争責任感の表明」などとして報じられた。しかし、その反応は賛否両論であった。
あづま会のもとには、「あのような戦争がないよう、私たちはおろかものだったというところからスタートしていくべきです」という戦争未亡人からの手紙や、「祝愚者の碑、ラジオで聞き感激」といった声が届いた。
一方、「当時の全日本人が反戦者以外、”おろかもの”と言うことになります。生き残った者は、好き放題な理屈を言えますが、死んだものまで”おろかもの”扱いにされるのは気の毒です」、「戦争中は、全国民の90％以上が国に協力した筈だ。（中略）まじめに協力したものこそ忠良なる国民ではないか」などといった批判的な意見も寄せられた。強硬に反発したのは神社本庁と地元の吾妻郡遺族会であった。遺族会は「おろかもの」などという碑を大国魂神社に建立したのは英霊に対する冒涜であるとして移転を迫った。あづま会の関係者らは、「おろかもの」とは戦死者のことではなく自分たちのことであり、自分たちが「おろかもの」であったために戦争で死なせてしまったという反省の碑であると説明し、誤解であると訴えた。しかし、遺族会は納得せず、土地所有者である町長に撤去の要望書を提出。町長が仲裁に入る事態となった。

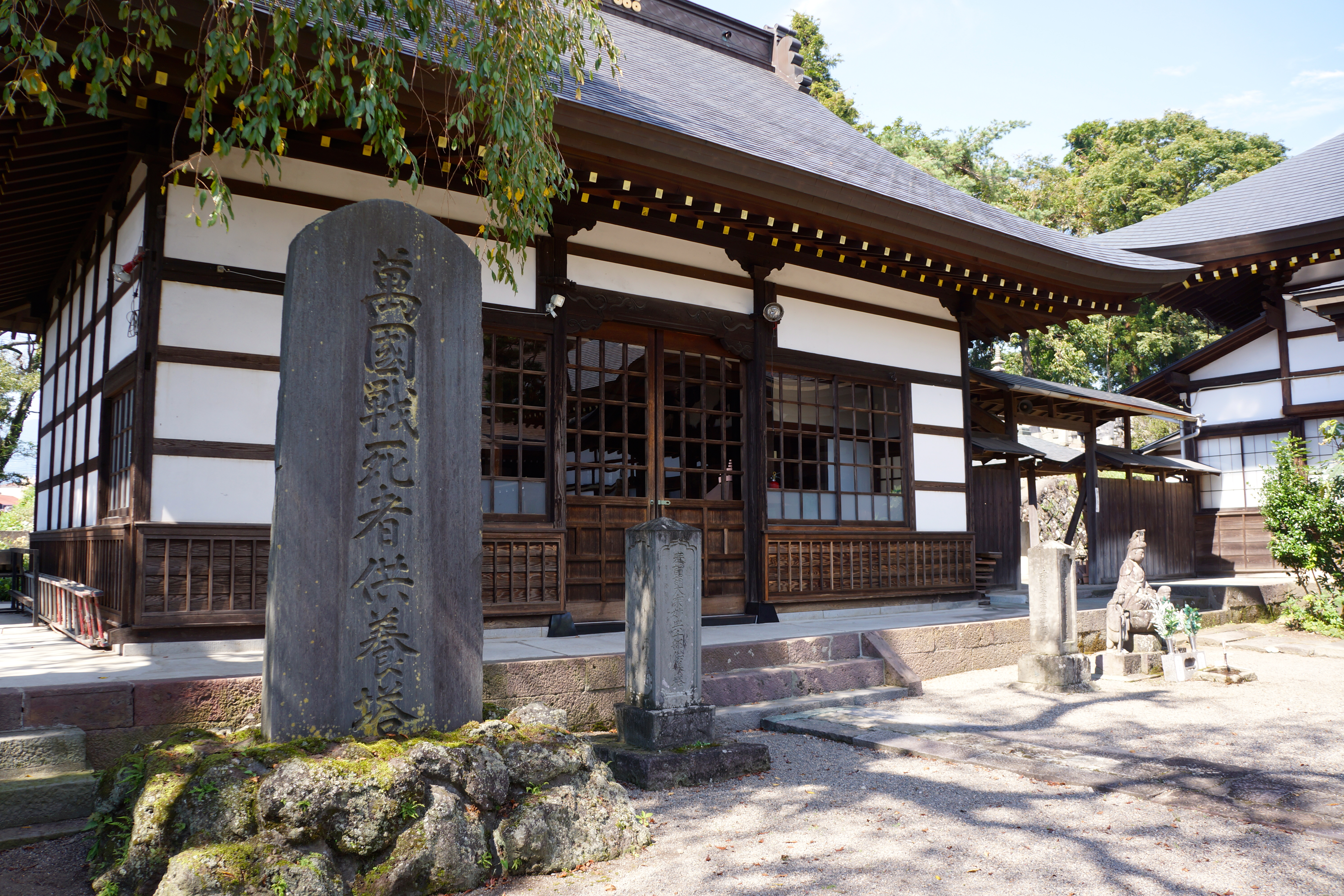
林昌寺（「萬國戦死者供養塔」はおろかもの之碑とは別）

この事態を受けてあづま会内部でも議論となり、「正式の手続きを踏んで建設したもので、遺族会からとやかくいわれるすじはない」、「我々自身のおろかさを反省するもので、抗議は筋違いだ」などとする意見も出たが、最終的には「わしらがもう一度おろか者になればいいんじゃ」の声で移転を決めた。当時のあづま会会長蟻川潔が檀家総代を務める林昌寺に頼み込み、その門前に自らリヤカーを引いて移転した。あづま会は、1963年（昭和38年）2月11日に移転祝いを行った。

### 移転後
1963年（昭和38年）2月11日の移転祝いに21人が参加したあづま会であったが、その後は会合への参加者は少なくなっていった。1964年（昭和39年）・1965年（昭和40年）にはそれまで年に数回持たれていた会合自体が開かれず、1966年（昭和41年）8月15日に3年ぶりにおろかもの之碑の前に集まって慰霊祭を行い17人が参加したものの、その後は亡くなる会員も多くなり次第に会合は開かれなくなっていった。1978年（昭和53年）に世話役の富沢碧山が亡くなるとあづま会の活動は完全に停止した。
移転後は大通りから目につく場所に「日本唯一おろかもの之碑」の看板が掲げられ観光バスの車内でも紹介されていたというおろかもの之碑も、生前「『おろかもの之碑』は、なんとしても後世に残さなければ」「若い人に管理をゆずって、この碑をまもってほしい」などと語っていたという富沢の遺志に反して、1982年（昭和57年）時点ですでに手入れをする者もなく放置されていたという。富沢の未亡人の手元には、ただあづま会の残金2万円余りだけが残された。

## 評価

### 肯定的評価
おろかもの之碑が建立されると、「地方指導者の痛烈な戦争責任感の表明」などとして報道され、侵略戦争に加担した公職追放者たちの深い反省の表れと評価された。1961年（昭和36年）12月10日付の『上毛新聞』はおろかもの之碑を取り上げ、「戦争に聖戦と云い得るものがあろう筈がない。弱国に武力をかざして押入り、その国民を戦渦に巻き込んで聖戦などとは、盗人たけだけしいの類である。にも拘らずお互い日本人はこの美名に踊らされたのである。まさに”おろか者”だ」とし、「我々はお互いの心の中に『おろかものの碑〔ママ〕』を建て、戦争の危機を事前に防ぐように努めなければならないだろう」と論じた。
あづま会の世話役を務めた富沢碧山は、あづま会の会員たちがおろかもの之碑を建立したことについて、「悪いことした、おろかだったと反省するのはいつでもいい。それは決して自分を卑下することではない。良寛自ら『大愚良寛』といい、親鸞が『愚禿親鸞』と呼んでいたぐらいで、自分の愚直さを知ることは偉大ですよ。戦争に不本意ながら協力したことを深刻に反省して、その愚をあっさり認める、いかにも上州人らしい気質」であると述べ、「近年、これほど愉快な話はなかった」と自讃している。
また、韓国の民間歴史研究団体「歴史問題研究所」の藤井たけしも、「戦後日本の平和運動がほとんど被害経験に基づいて始まったのとは異なり、彼らは自分たちの加害経験を公共の記憶にするため、『おろかもの』という汚名を実名とともに後世に残した」と肯定的に評価している。
こうした肯定的評価の文脈においては、あづま会の会合では過去の行為を反省して過ちを繰り返さないと誓い合い、会員はごく一部を除いて追放解除後も公職に復帰しなかったと語られている。

### 否定的評価
一方、当初から否定的な評価も存在した。吾妻郡遺族会は、「英霊を祭る大国魂神社に建立したことは皮肉である。おろかものの印象は戦争をあざわらい、国のために一命をささげた英霊を冒とくするものである」として撤去を強硬に求めた。神社本庁も、1961年（昭和36年）12月16日付の『神社新報』に「愚かものの碑〔ママ〕」と題する論説を載せ、「祖国の運命が危機に瀕した時、国民として義務を尽くすのは当然である。銃後の責務を尽くすのは愚でもなんでもない」「神社は永く祖先の精神を偲ぶべき所であって、祖先の愚を侮辱し、銘記すべき場所では決してない」とし、「神社の神聖なる境内に『おろかものの碑〔ママ〕』を建てたという戦後の建碑行為こそは、愚かだと断言できる」と批判した。あづま会には全国から批判的な投書が多く寄せられ、肯定的な声はごくわずかであったという。
ジャーナリストの保阪正康は、1982年（昭和57年）夏に中之条町を訪ねて町民や建立当時の関係者から話を聞いている。建立当時の新聞報道に衝撃を受け、碑を建てたあづま会の会員に「ある種のヒーローにも似た存在感」を感じていた保阪は、おろかもの之碑の精神がどう受け継がれているかを確認するために取材を行った。しかし、町民からは「『おろかもの之碑』に名を連ねた人たちは、もっとも熱心に支那事変から大東亜戦争までの旗ふりだったね。国家に騙されていた？　そんなことないと思う」、「『おろかもの之碑』というのは、地方ボスたちの遊びです。それもずいぶんふざけた遊びで、いまになって何をいうかというんです。この碑ができたとき、町民たちのなかには、きれいごとをいうなとか、自民党支部のボスどもが町の住民をたぶらかすためにやっているんだと冷たい目を向けていたものも多かった」などの批判的な声が多かった。あづま会の会員も、会合は「主に仕事の打ち合わせなんかが多かったね。特別に戦争の話をして、反省するという雰囲気ではなかった」などと言い、おろかもの之碑については「あれは蟻川さんや富沢さんが中心になって作ったもので、私らは、ただわずかなお金を出しただけです」などあづま会の総意ではなかったと証言する者もいた。2001年（平成13年）に上毛新聞社の取材を受けたあづま会の会員の1人も、「会の雰囲気は『反省』というような神妙なものでもなかった」、「あれはあづま会の総意というより、碧山氏の一人舞台の感がありました」「お祝い金は出しましたが、除幕式には行きませんでした」と語っている。
保阪は、あづま会の会員の多くが追放解除後に町長や町会議員、あるいは農業協同組合や信用組合の役員などに就いていることや、会合が2月11日（紀元節）、4月29日（天長節）、8月15日（終戦の日）、12月8日（開戦の日）などを選んで開催されていること、大政翼賛会の推薦で代議士を務め戦後も右派的な言動で知られた木暮武太夫に揮毫を依頼していることなどもあげて、取材を通じて感じた「加害者の厚かましさと被害者（町民）の冷たい目」から、おろかもの之碑の建立は「戦争の折に自分たちがはたした役割を薄めようと考えていたからにすぎなかった」として「気まぐれで底の浅い”反省ごっこ”」と断じている。そして、自身の経験も踏まえつつ、おろかもの之碑の「反戦の碑」のイメージは、「その碑の存在をなんらかの形で知った第三者が、勝手にイメージを増幅して、反戦、非戦の機縁としているだけではないか」と論考している。

### 現在も揺れる評価
評論家の鶴見俊輔は、報道でおろかもの之碑の存在を知って現地を訪れた際、「（太平洋戦争の）批判もせずによくこんなものを建てますねえ、上州人らしいです…」と述べたという。一方で、「それぞれの現在の心境はどうであれ、一度思いたって、みずからをおろかものとし、その思いを石碑に記したこととを私は立派な行為と思う。それは、ぼんやりとではあるが、国家にはまちがいはないとする信仰への、一つの集団によるうたがいの表明であり、そのことが、この土地で、すくなくとも一度あったという事実への敬意である」とも評している。また、思想の科学研究会の佐々木元は、敗戦と追放解除という二度の価値観の転換を体験し翻弄された建碑者たちにとって「『おろかもの』という自嘲の碑銘にこもるルサンチマンはそう単純ではない」とし、「『おろかものの碑〔ママ〕』の意味の争奪戦はまだ終わっていない」と論じた。
建立当時のあづま会会長蟻川清の息子蟻川七郎次は、「建碑者には、さまざまな思いがあったと思いますよ。申し訳なさ、情けなさ、悔しさ・・。共通するものがあるとすれば、誰でもない自分自身が愚かであったということ。建碑の動機は、そうした反省の気持ちを表したと思うんです。それが周囲には、さまざまに解釈されて、意外な反響を呼んでしまった、といったところじゃあないでしょうか」として、「碑の評価はまだ定まっていない。その意味で、後世の私たちに問題提起していると思うんです」と述べた。上毛新聞社は2001年（平成13年）に季刊誌『上州風』でおろかもの之碑を取り上げ、「関係者の多くが亡くなってしまった今、建碑の真意を探ることは難しい。今を生きる我々にその解釈が委ねられたということだろう」と論じている。